# Qafa e Buallit
Der Qafa e Buallit (deutsch: Büffelpass) ist ein 842 m ü. A. hoher Gebirgspass in Albanien. Die Nationalstraße SH 6, die die albanische Küste mit der Region Mat und Dibra verbindet, führt über den Pass. Der Pass liegt auf der Wasserscheide zwischen den Flüssen Mat im Westen und Drin im Osten. Gleich östlich der Passhöhe liegt der Ort Bulqiza.
Seit mehreren Jahren wird eine neue Passstraße gebaut, die sogenannte Rruga e Arbërit. Zwischen Bulqiza und dem Drin war die SH 6 schon 2011 zu einer breiten, zweispurigen Straße ausgebaut worden; an der Umfahrung von Bulqiza und der Fortsetzung nach Westen wurde damals gearbeitet. Der Pass wird dabei in einem 465 Meter langen Tunnel unterquert. Die Westrampe von Klos erhält eine neue Streckenführung. Die Rruga e Arbërit soll eine direkte Verbindung zwischen Tirana und der mazedonischen Grenze bieten, die den Umweg über Milot und Burrel erspart. Bei der direkten Passage durchs Gebirge zwischen Tirana und Klos sind weitere Tunnel und große Brücken notwendig. Die Arbeiten waren aber zeitweise eingestellt. Auf aktuellen Satellitenbildern von Google Earth waren im Sommer 2016 kaum Fortschritte bei den Bauarbeiten zu erkennen. Lediglich die Umfahrung von Bulqiza war vollendet, und eine neue Rampe verbindet jetzt diese von unterhalb des Ostportals des Tunnels mit der Passhöhe.
Auf der Passhöhe zweigt nach Südwesten eine Straße zum Ort Krasta im Gebiet Martanesh ab.

Der Qafa e Buallit liegt in einer Region mit vielen Bergwerken, die die Stadt Bulqiza als Zentrum hat. Ein großer befahrbarer Stollen dieser Bergwerke unterquert den Pass auf etwas über 700 Meter Höhe.